# Włodzimira Czesława Wojtczak
Włodzimira Czesława Wojtczak (właśc. Czesława Wojtczak; imię zakonne Maria Włodzimira Wojtczak; ur. 20 lutego 1909 we Franklinowie, zm. 20 lutego 1943 w Ostrowie Wielkopolskim) – polska zakonnica ze Zgromadzenia Sióstr św. Elżbiety (elżbietanek), posługująca w czynach miłosierdzia ubogim dzieciom oraz Służebnica Boża Kościoła katolickiego.

## Życiorys

### Lata dzieciństwa i młodości
Czesława Wojtczak urodziła się 20 lutego 1909 we Franklinowie, w rodzinie wielodzietnej jako córka kowala Józefa i gospodyni domowej Jadwigi z domu Płóciennik. Miała pięcioro rodzeństwa: Mariannę, Czesława, Ewę, Janinę i Mieczysława. Następnego dnia po urodzeniu (21 lutego) została ochrzczona w kościele św. Wojciecha w pobliskim Lewkowie. Tam też przyjęła pierwszą komunię świętą. Podczas I wojny światowej ojciec jej walczył na froncie francuskim w szeregach armii pruskiej, natomiast matka prowadziła przydrożny zajazd w rodzinnym Franklinowie. Po zakończeniu wojny rodzina przeprowadziła się do Ostrowa Wielkopolskiego, gdzie zakupiła kamienicę przy ul. Stare Targowisko 5 (obecnie pl. 23 Stycznia). Duży wpływ na rozwój jej życia duchowego, a przypuszczalnie również i powołania zakonnego wniósł ks. Kazimierz Rolewski, proboszcz ówczesnej parafii farnej (obecnie konkatedralnej) pw. Stanisława Biskupa w Ostrowie Wielkopolskim.
W dzieciństwie uczęszczała do siedmioletniego Gimnazjum i Liceum Żeńskiego w Ostrowie Wielkopolskim (1920–1927), osiągając dobre wyniki oraz angażując się w działalność charytatywną (była współzałożycielką oraz członkinią szkolnego koła miłosierdzia). Koleżanki z tego koła we wspomnieniach zapamiętały ją jako pogodną, uczynną, wyrozumiałą dla wszystkich, cichą, skromną i pełną wewnętrznej dobroci dziewczynę. Jedna z jej koleżanek Eleonora Szymczak tak ją określiła:

Czesia „biednym okazywała zawsze dużo serca”.

Miała jasne, lekko rozwiane włosy oraz niebieskie oczy. Odznaczała się dużą wrażliwością artystyczną oraz zdolnościami muzycznymi, recytatorskimi i plastycznymi (pozostał po niej jeden namalowany 20 kwietnia 1930 obraz z brzoskwiniami w przewróconym koszu).

### Powołanie zakonne
W 1927 przystąpiła do egzaminu maturalnego, po zdaniu którego wstąpiła do organizacji kościelnej pod nazwą Młode Polki, pełniąc w niej funkcję skarbniczki. Ofiarna praca w tej organizacji, również na polu charytatywnym spowodowała, że zaczęła rozważać formę życia konsekrowanego. Pragnęła bowiem wstąpić do zakonu karmelitanek. Był to okres jej rozwoju życia duchowego, pod okiem opiekuna organizacji ks. Aleksego Wietrzykowskiego. Miała szczególne nabożeństwo do Najświętszego Serca Jezusowego. Często widywano ją klęczącą przed zamkniętymi drzwiami kościoła oraz adorującą Najświętszy Sakrament. Jej powołaniu zakonnemu sprzeciwiali się rodzice, stwierdzając w jednej z domowych awantur m.in.:

Gdybyś jeszcze poszła do elżbietanek, ale do Karmelu – dziecko wybij to sobie z głowy.

Idąc za radą mamy, 18 sierpnia 1930 zadzwoniła do furty sióstr elżbietanek w Poznaniu przy ul. Łąkowej, rozpoczynając okres postulatu pod okiem mistrzyni s. Stylity Karczyńskiej CSSE. Matka Stylita dawała ją za wzór innym siostrom, jako przykład posłuszeństwa. W okresie postulatu ukończyła Wyższy Instytut Kultury Religijnej w Poznaniu, którego dyrektorem był ks. dr Kozłowski, pisząc pracę pt. O podwórkowym świecie dziecka oraz rozpoczęła studia w Katolickiej Szkole Społecznej.
Jako postulantka, otrzymała szczególne pozwolenie, aby zostać matką chrzestną swego siostrzeńca Zbigniewa Pawlaka, który później, w 1957 został księdzem. 27 lipca 1933 otrzymała habit oraz przyjęła imię zakonne Maria Włodzimira, rozpoczynając roczny okres nowicjatu. Jako nowicjuszka pracowała w refektarzu oraz była członkinią chóru zakonnego, prowadzonego przez s. Cecylianę Posert CSSE. Siostra ta polecała jej recytację modlitw i wezwań podczas cotygodniowego śpiewu Godzinek o Niepokalanym Poczęciu Najświętszej Maryi Panny. Ponadto powierzono jej opiekę nad zakrystią i ozdabianie ołtarza. Jej szczególną patronką była św. Teresa od Dzieciątka Jezus. Jej współsiostra Wirgilia tak ją scharakteryzowała:

W nowicjacie pracowałyśmy razem w refektarzu. Siostra Włodzimira była cicha, małomówna, stale rozmodlona. Zachowywała się tak, jakby jej wcale nie było. Umiała zachować milczenie. Gdy byłyśmy nieraz głośne, zwracała nam uwagę, że jesteśmy w klasztorze, że z milczenia zdamy także przed Bogiem rachunek. Nigdy nie odmawiała pomocy. Zawsze grzeczna, uprzejma, życzliwa, z miłym uśmiechem na twarzy. Nigdy nie widziałam jej głośnej, zdenerwowanej lub złośliwej.

28 lipca 1934 złożyła pierwsze czasowe śluby zakonne, po czym przełożeni skierowali ją do pracy w ochronce dla dzieci z rodzin bezrobotnych parafii św. Jana Jerozolimskiego w Poznaniu, gdzie działała pod okiem ks. prałata Karola Mazurkiewicza. Tu poświęciła się uczynkom miłosierdzia, starając się o zaspokojenie podstawowych rzeczy potrzebnych dla biednych dzieci, jak odzież, żywność czy środki czystości. Często też kwestowała, by zdobyć niezbędne środki materialne dla nich.
3 listopada 1936 została kierowniczką utworzonej ochronki dla dzieci im. św. Jadwigi Królowej przy kościele Bożego Ciała w Poznaniu, przy ul. Łąkowej 3. Będąc dobrą organizatorką starała się na miarę swoich możliwości przyjść im z pomocą, by z pełnym zaangażowaniem ofiarować niezbędne środki do łagodzenia trudów ich codziennego życia. Jej współsiostra Helena tak wspomina te lata:

Na jednej takiej wspólnej wycieczce do lasu golęcińskiego w czerwcu 1939 roku miałam możność zaobserwować troskliwość siostry Włodzimiry o dzieci, by miały pod dostatkiem słodyczy i pieczywa. Widać było jej kochające serce, myślała przede wszystkim o tym, by biednym dzieciom ofiarować jak najwięcej.

28 sierpnia 1939 złożyła w Poznaniu śluby wieczyste. Na pamiątkowym, zachowanym obrazku z tej uroczystości widnieje napis:

O Maryjo spraw, abym na Sercu Twoim stała się drugim Jezusem.

### U schyłku życia
Tuż po wybuchu 1 września 1939, II wojny światowej, nie mogąc dalej pracować wśród dzieci poświęciła się życiu zakonnemu, a następnie, po naleganiu siostry przełożonej, ze względu na zły stan zdrowia, opuściła klasztor w Poznaniu, przenosząc się do rodzinnej kamienicy w Ostrowie Wielkopolskim. Często odwiedzała siostry przy ul. Gimnazjalnej, gdzie przychodziła na msze święte, modlitwy oraz konferencje klasztorne. Nastąpiło wówczas dalsze pogorszenie stanu jej zdrowia oraz początki gruźlicy płuc. Przez władze okupacyjne została ona wówczas zabrana i umieszczona 16 kwietnia 1942 w separatce przytułku dla starców przy ul. Zdunowskiej (obecnie Dom Pomocy Społecznej, ul. Partyzancka). 20 lutego 1943 w obecności przybyłej siostry przełożonej zmarła w tym przytułku, z gromnicą w ręku, w wyniku zaawansowanej gruźlicy płuc. Pogrzeb odbył się z kaplicy cmentarnej przy ul. Limanowskiego, bez udziału kapłana, po czym została początkowo pochowana w kwaterze sióstr elżbietanek. 9 kwietnia 2021 odbyła się ekshumacja i kanoniczne rozpoznanie jej szczątków, po czym zostały one umieszczone w białej trumience i przewiezione do domu prowincjalnego w Poznaniu, gdzie tymczasowo spoczęły w specjalnym sarkofagu. 18 marca 2022 odbyło się uroczyste przeniesienie jej trumienki do kościoła Bożego Ciała w Poznaniu, którą umieszczono w nawie bocznej w specjalnie zbudowanym sarkofagu. 
Warto dodać, że s. Włodzimira prowadziła dzienniczek, w którym zapisała wiele m.in. myśli duchowych. Nie zachował się on do naszych czasów (osoby, które go czytały, zapamiętały z niego kilka urywków).

## Proces beatyfikacji
Z inicjatywy prowincji poznańskiej sióstr elżbietanek przekonanych o świątobliwości jej życia powstała myśl wyniesienia jej na ołtarze. Najpierw w latach 50. XX wieku, a później w latach 80. tegoż wieku, ks. Zbigniew Pawlak z bp. Julianem Wojtkowskim i ówczesną siostrą prowincjalną elżbietanek w Poznaniu, s. Witoldą Bukowską CSSE, podjęli kolejną próbę rozpoczęcia procesu beatyfikacyjnego, ale nie zakończyła się ona powodzeniem. Informacje potrzebne do wszczęcia tego procesu (listy, zdjęcia, pamiątki i wspomnienia osobiste) zaczęto następnie gromadzić od 2011, w celu ponowienia próby.
23 maja 2016 został złożony w Episkopacie Polski wniosek o rozpoczęcie jej procesu beatyfikacyjnego. Konferencja Episkopatu Polski 8 czerwca 2016 na 373. Zebraniu Plenarnym przegłosowała tzw. Nihil obstat, w związku z rozpoczęciem tego procesu na szczeblu diecezjalnym, po czym metropolita poznański abp Stanisław Gądecki specjalnym edyktem ogłoszonym 7 listopada tegoż roku zwrócił się do wiernych z apelem o przekazanie wszelkich materiałów związanych z jej życiem, mogących pomóc w przeprowadzeniu tego procesu, a następnie z wnioskiem o rozpoczęcie procesu zwrócono się do Kongregacji Spraw Kanonizacyjnych w Rzymie. 24 kwietnia 2017 Kongregacja Spraw Kanonizacyjnych wydała zgodę na rozpoczęcie tego procesu na szczeblu diecezjalnym. Postulatorką procesu mianowano s. Marię Annę Jakubowską CSSE.
Proces na szczeblu diecezjalnym został rozpoczęty 24 września 2017 uroczystą mszą świętą sprawowaną w kościele Bożego Ciała w Poznaniu, której przewodniczył i homilię wygłosił abp Stanisław Gądecki. Odtąd przysługuje jej tytuł Służebnicy Bożej. Podczas sesji, w której uczestniczyła m.in. rodzina siostry Włodzimiry, Andrzej Dera (sekretarz stanu w Kancelarii Prezydenta RP) oraz Beata Klimek (prezydent Ostrowa Wielkopolskiego), abp Stanisław Gądecki, odczytał dekret powołujący trzyosobowy trybunał, który prowadził proces na szczeblu diecezjalnym w następującym składzie:
- ks. dr Rafał Pajszczyk – delegat arcybiskupa poznańskiego
- ks. dr Marcin Czujek – promotor sprawiedliwości
- s. Maria Karola Piotrowiak CSSE – notariusz trybunału

Po przesłuchaniu 15 świadków przez powołany trybunał, abp Stanisław Gądecki w kościele Bożego Ciała w Poznaniu zakończył 24 maja 2020(dts) proces na szczeblu diecezjalnym, po czym akta zostały przekazane do Kongregacji Spraw Kanonizacyjnych w Rzymie celem dalszego postępowania.

## Upamiętnienie
- Biskup kaliski Stanisław Napierała 29 grudnia 2011 wydał imprimatur dla ułożonej specjalnej modlitwy (do prywatnego odmawiania) o potrzebne łaski za jej przyczyną[25].
- Od 21 czerwca 2012 stała się ona patronką Niepublicznego Przedszkola Ogólnodostępnego w Ostrowie Wielkopolskim przy ul. Gimnazjalnej 13, prowadzonego przez siostry elżbietanki[26][27] .
- 21 lutego 2016 w Domu Pomocy Społecznej im. s. M. Benodyny Koterbianki przy ul. Partyzanckiej 8 w Ostrowie Wielkopolskim, w pokoju, w którym ona zmarła został zawieszony jej portret z informacją o tym wydarzeniu[21].
- 24 września 2017 (z okazji rozpoczęcia jej procesu beatyfikacji) wystawiono w auli VI Liceum Ogólnokształcącego im. Ignacego Jana Paderewskiego w Poznaniu przy ul. Krakowskiej 17a przedstawienie wg scenariusza Arlety Drzewieckiej, które oparto na opublikowanej książce o niej pt. Żyć ofiarowaniem[28][2]. Ponadto tego dnia w kościele Bożego Ciała w Poznaniu zorganizowano okolicznościową wystawę jej poświęconą, która została przygotowana przez Muzeum Miasta Ostrowa Wielkopolskiego[2].
- 12 maja 2018 bp Stanisław Napierała poświęcił obraz z jej wizerunkiem, który został zawieszony w kaplicy Matki Bożej Częstochowskiej w konkatedrze św. Stanisława Biskupa w Ostrowie Wielkopolskim tuż obok obrazu ks. Kazimierza Rolewskiego[29].